# 미사토정 (사이타마현)
미사토정(일본어: 美里町 미사토마치[*])은 일본 사이타마현 북서부에 위치한 고다마군의 정이다. 자연이 풍족해 블루베리 등의 관광 과수원이 정내 각지에 있다. 역사도 깊고 문화재도 많이 남아 있다.

## 역사
- 1889년 4월 1일 - 나카군 마쓰히사촌, 오사와촌, 히가시고다마촌이 성립하였다.
- 1896년 3월 29일 - 나카군이 폐지되어 고다마군에 편입되었다.
- 1954년 10월 1일 - 고다마군 히가시고다마촌, 마쓰히사촌, 오사와촌이 합병해 미사토촌이 되었다.
- 1984년 10월 1일 - 정으로 승격해 미사토정이 되었다.

## 인구
| 연도 | 인구   | ±%     |
| ---- | ------ | ------ |
| 1920 | 10,717 | —      |
| 1930 | 11,114 | +3.7%  |
| 1940 | 11,552 | +3.9%  |
| 1950 | 13,638 | +18.1% |
| 1960 | 11,824 | −13.3% |
| 1970 | 10,496 | −11.2% |
| 1980 | 11,030 | +5.1%  |
| 1990 | 11,797 | +7.0%  |
| 2000 | 11,607 | −1.6%  |
| 2010 | 10,924 | −5.9%  |

## 교통

### 철도
- 동일본 여객철도 하치코선

### 도로
- 간에쓰 자동차도
- 국도 254호선